# Carl Johan Hjelmstedt
Carl Johan Hjelmstedt, född 19 september 1769, död 10 augusti 1837 i Jakob och Johannes församling, var en svensk skådespelare. Hans namn förekommer för första gången, så vitt man känner till, då han tillhör Johan Anton Lindqvists teater i Göteborg. 
Han var gift med skådespelerskan Hedvig Charlotta Hjelmstedt.